# 三乙醇胺
三乙醇胺即“三(2-羟乙基)胺”，可以看做是三乙胺的三羟基取代物，屬於三级胺。与其他胺类化合物相似，由于氮原子上存在孤对电子，三乙醇胺具弱碱性，能够与无机酸或有机酸反应生成盐。
　　

## 合成
三乙醇胺可以由环氧乙烷和氨气反应制备；反应也有一些副产物（一乙醇胺和二乙醇胺）生成。可以通过改变反应物的比例来控制生成的产物得率。

## 应用
三乙醇胺被广泛用于各类洗涤剂和美容护肤品（包括皮肤洗涤、眼胶、保湿、洗发剂等）中的pH平衡剂。
三乙醇胺的另一个用途是作为溶液中铝离子的络合试剂。这种反应通常是在用另一种螯合物（如能够与多数金属离子形成稳定络合物的EDTA）进行络合滴定之前，用于将溶液中的特定离子“掩蔽”（不使其参与滴定）。
三乙醇胺也被用作水泥熟料（cement clinker）研磨工艺中的有机添加剂（总质量的0.1%）。三乙醇胺通过防止结块和黏附在磨表面，从而可以有效地帮助研磨，增加水泥产量和质量，并降低能耗。但三乙醇胺络合水泥基质中的重金属和放射性同位素能够在何种程度上增加它们的溶解度仍然是一个未决问题。
三乙醇胺的无机酸可用于金属加工工业中缓蚀剂的制备，保护金属表面，防止氧化。
由于可用于制造氮芥毒气，三乙醇胺被列入《禁止化学武器公约》。

## 安全性
由于三乙醇胺挥发性低，很难由于吸入而中毒；但手部皮肤直接接触可能引起皮炎和湿疹。

## 外部連結
- Triethanolamine | C6H15NO3 - PubChem（页面存档备份，存于）